# Tarantella napoletana (film)
Tarantella napoletana è un film italiano del 1953 diretto da Camillo Mastrocinque. È una riduzione dell'omonima rivista musicale di Armando Curcio.

## Trama
Una carrellata di canzoni, macchiette e scene del folklore napoletano, presentate e commentate dalla maschera di Pulcinella.